# 国際連合安全保障理事会
国際連合安全保障理事会（こくさいれんごうあんぜんほしょうりじかい、英語: United Nations Security Council、UNSC）は、国際連合の主要機関の1つ。世界の平和と安全の維持に主要な責任を負っており、国際連合の6つの主要機関の中で最も大きな権限を持ち、法的に国連加盟国に拘束力を持つ決議を行うことができる、事実上の最高意思決定機関である。

## 特徴
日本語では安全保障理事会・国連安保理・安保理（あんぽり）とも略称される。
安保理が機能しなくなった場合、国連総会が「平和のための結集」決議に基づき、軍事的措置を含む行動を加盟国に対し勧告することができる。

## 構成
5か国の常任理事国（Permanent members 5, P5）と、加盟国の中から総会で選ばれる10か国の「非常任理事国（Non-Permanent members）」の計15か国から構成されている（国連憲章第23条1項）。1965年の改革以前は、非常任理事国は6か国で、計11か国であった。
非常任理事国の任期は2年（国連憲章第23条2項）。現在は地域グループによって西欧その他2、東欧1、アジア太平洋2、中南米2、アフリカ3の配分になっている。
非常任理事国の選出は総会における選挙で行われる。毎年半数を改選し、投票は国連加盟国の無記名投票による。選出には2/3の賛成が必要で（国連憲章第18条2項）、どの国々も条件を満たさない場合は何度でも再投票を行う。日本は非常任理事国として11期務め、延べ22年間に渡って非常任理事国を務めたことになり、世界最多である。
各理事国の代表は、国連本部に常駐することが国連憲章で義務づけられている（国連憲章第28条1項）。これは緊急事態に際して迅速に集まって会合を開くことができるようにするためである。国際連盟がしばしば緊急時に素早い対応ができず、結果的に第二次世界大戦の勃発を防げなかったことへの反省からであった。

## 理事国

### 常任理事国
安保理常任理事国はアメリカ、フランス、イギリス（グレート・ブリテン及び北アイルランド連合王国）、中国、ロシアの5ヶ国である。英語の「Permanent members」から「P5」と呼ばれる。
1945年10月24日の国際連合設立当時の安保理常任理事国はアメリカ、フランス、イギリス、中華民国、ソ連で、いずれも第二次世界大戦に勝利した連合国である。
中国の国共内戦で1949年に中国共産党が中華人民共和国の建国を宣言し中華民国政府を中国本土から追い出したあとも、中華民国政府は台湾で存続し国連で「(安保理常任理事国としての地位を含む)中華民国の権利」を持ち続けたが、1971年10月25日に国連総会が2758号決議(アルバニア決議)で中華人民共和国の政府を国連での中国(China)の唯一の合法な代表として認めて、中華民国の持っていた権利は中華人民共和国に継承された。また、1991年12月25日にソ連崩壊に伴い代表権がロシアに引き継がれた。ただし、常任理事国の国名が明記されている国連憲章第5章第23条そのものは2022年現在も改正されていない。

## 現在の首脳

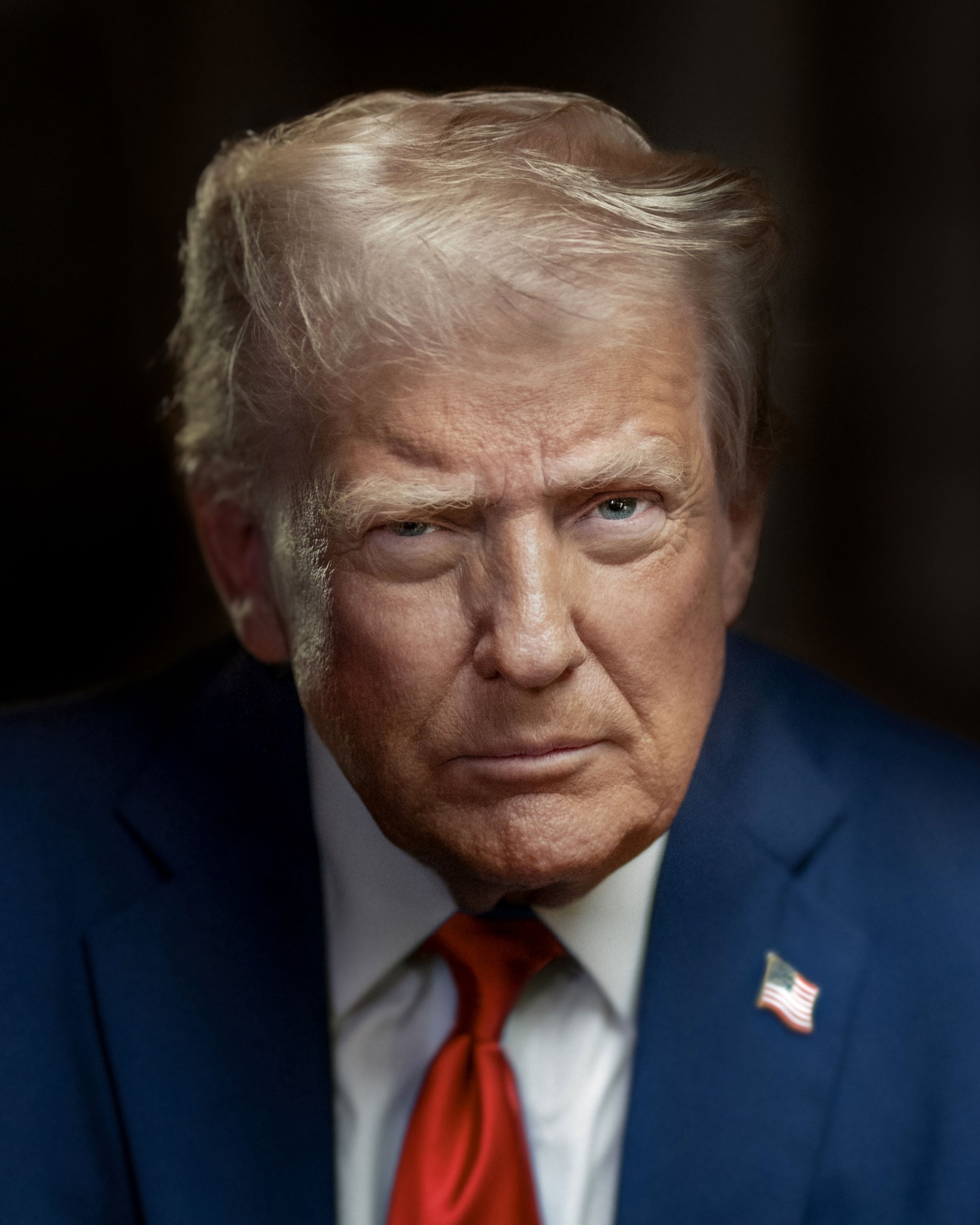
アメリカ ドナルド・トランプ （大統領）
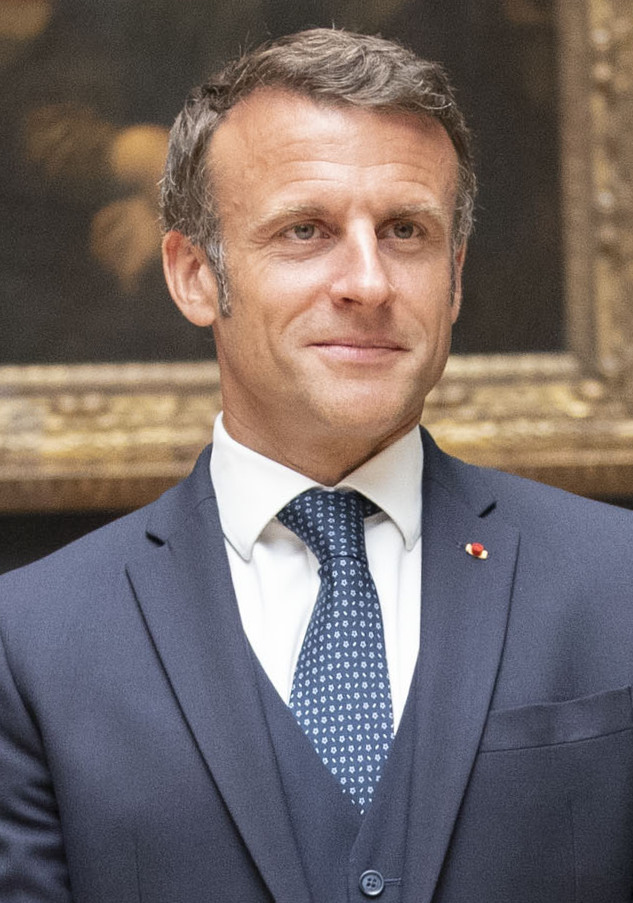
フランス エマニュエル・マクロン（大統領）
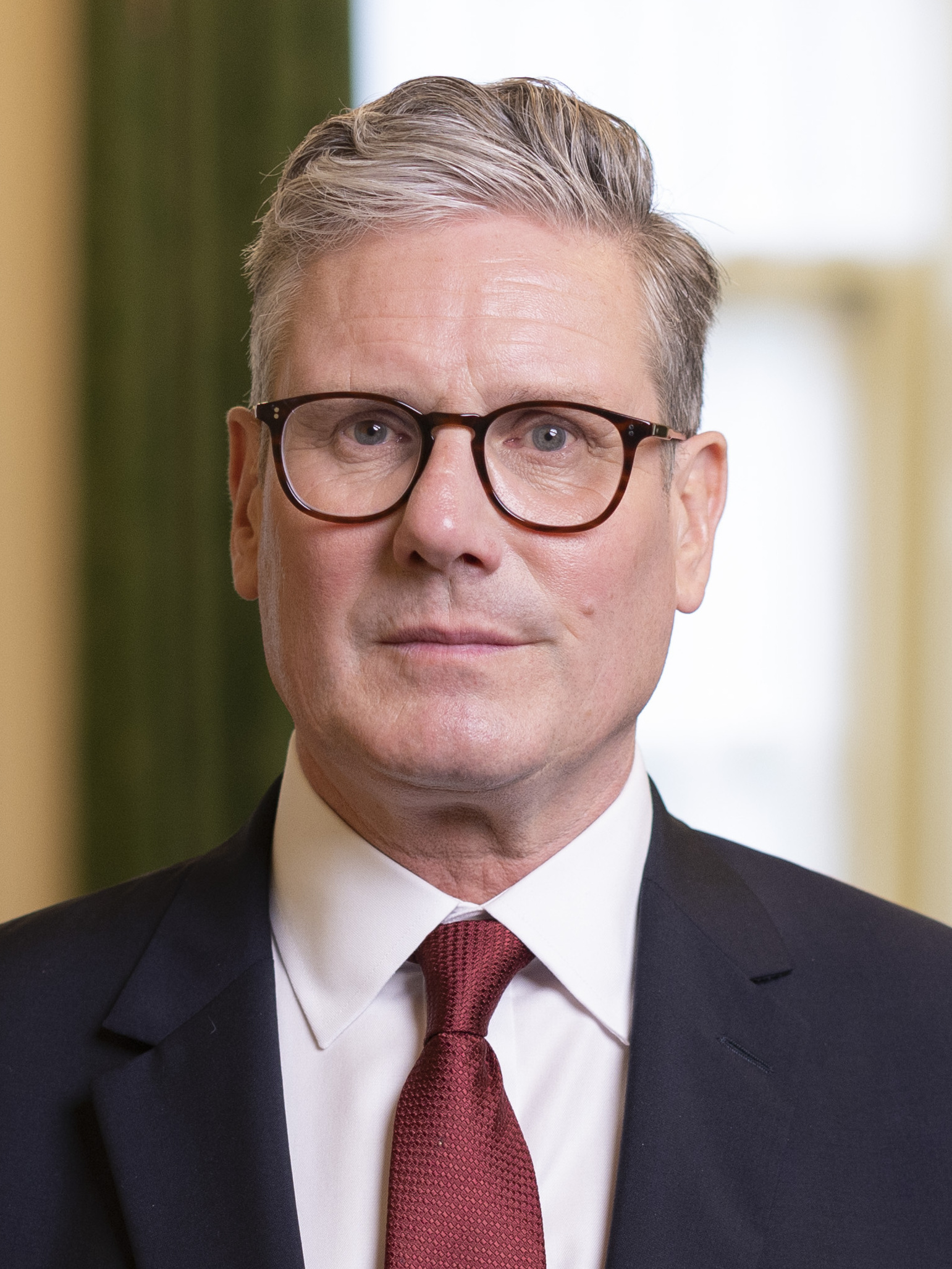
イギリス キア・スターマー（首相）
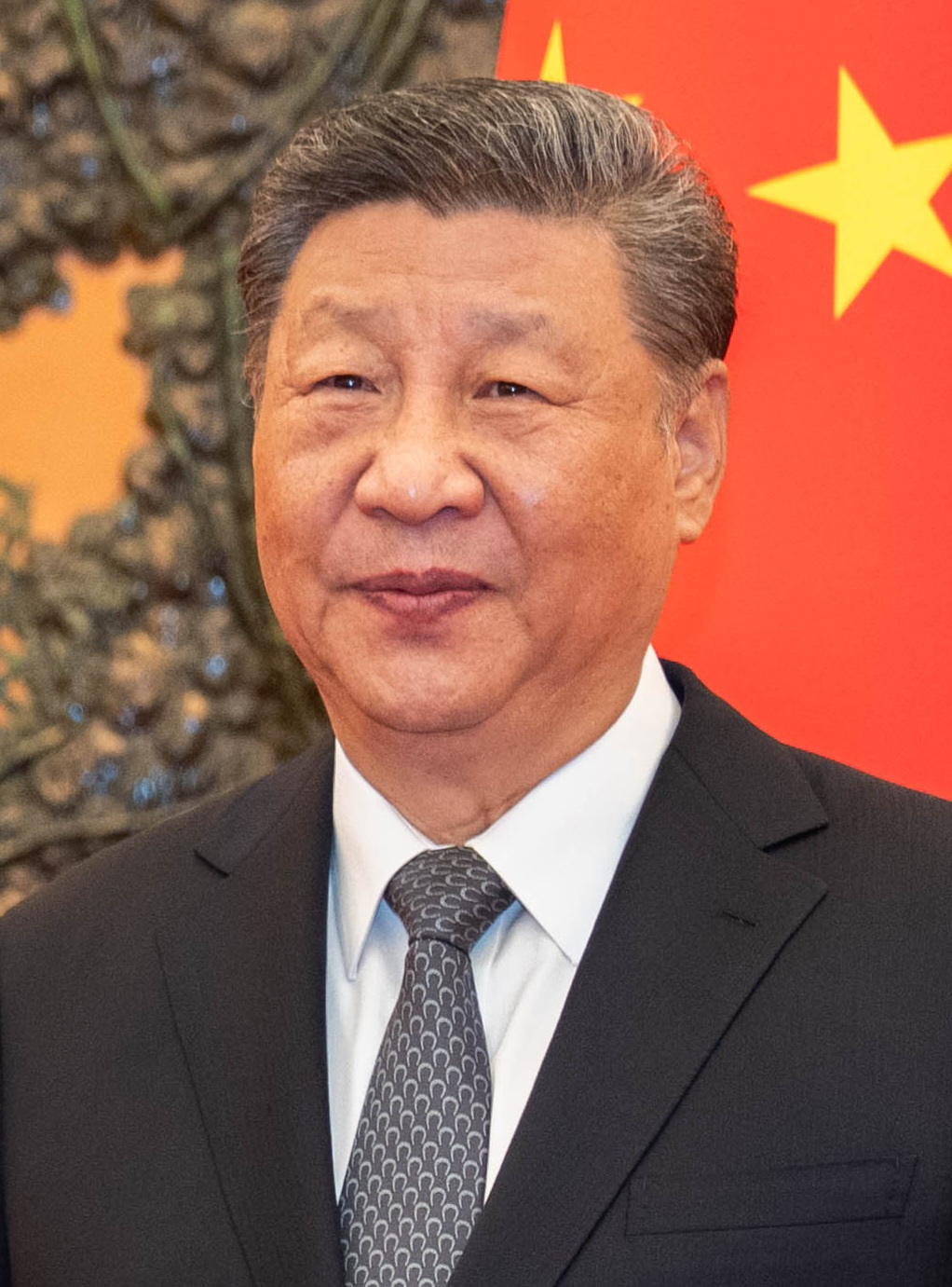
中国 習近平（総書記・国家主席）[注 1]
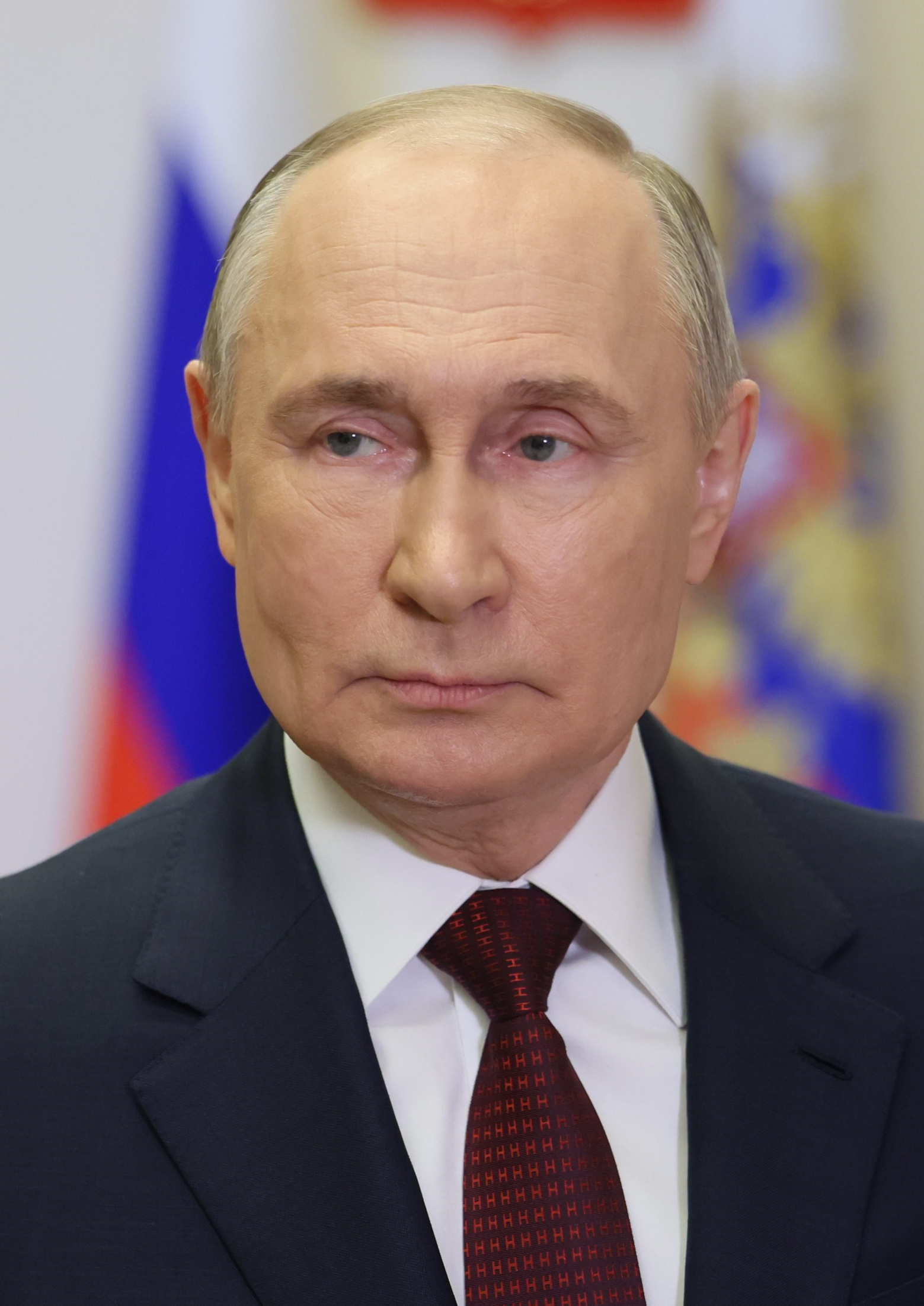
ロシア ウラジーミル・プーチン（大統領）

### 非常任理事国
非常任理事国は再任出来ず、必ず退任する。選出の手順はまず各地域グループが候補を選び、国連総会で承認される。
2025年度非常任理事国
| 国名         | 地域グループ                     | 任期                          |
| ------------ | -------------------------------- | ----------------------------- |
| アルジェリア | アフリカグループ                 | 2024年1月1日 - 2025年12月31日 |
| デンマーク   | 西ヨーロッパ・その他グループ     | 2025年1月1日 - 2026年12月31日 |
| ギリシャ     | 東ヨーロッパグループ             | 2025年1月1日 - 2026年12月31日 |
| ガイアナ     | ラテンアメリカ・カリブ海グループ | 2024年1月1日 - 2025年12月31日 |
| パキスタン   | アジア太平洋グループ             | 2025年1月1日 - 2026年12月31日 |
| パナマ       | ラテンアメリカ・カリブ海グループ | 2025年1月1日 - 2026年12月31日 |
| 韓国         | アジア太平洋グループ             | 2024年1月1日 - 2025年12月31日 |
| シエラレオネ | アフリカグループ                 | 2024年1月1日 - 2025年12月31日 |
| スロベニア   | 東ヨーロッパグループ             | 2024年1月1日 - 2025年12月31日 |
| ソマリア     | アフリカグループ                 | 2025年1月1日 - 2026年12月31日 |

日本の非常任理事国入り
2024年現在、日本は13回非常任理事国選挙に立候補して、1978年に辞退した1度を除いて12回当選しており、加盟国の中で最多となっている。1958年-1959年、1966年-1967年、1971年-1972年、1975年-1976年、1981年-1982年、1987年-1988年、1992年-1993年、1997年-1998年、2005年-2006年、2009年-2010年、2016年-2017年に理事国を務めたほか、2023年-2024年の理事国に選出されている。2018年現在の通算の期間は22年となった。日本が12回当選する一方、国連加盟国のうち140か国は1度だけの選出か未選出である。2008年10月17日に実施された2009-10年の改選に当たっては、アジア・グループ枠では日本の他にイランが立候補していた。
サウジアラビアの辞退
サウジアラビアは2013年10月17日に一度は当選したが、翌18日に安保理のメカニズム・二重基準が国際紛争への適切な対応を不可能にしていると批判して、非常任理事国入りを辞退するとの声明を行った。このため、サウジアラビアの代わりとなる非常任理事国を選ぶやり直しの投票が12月6日に行われ、ヨルダンが選出された。

## 決議
意思決定は9か国の理事国以上の賛成票による。ただし、重要問題である実質事項の決定においては、安保理常任理事国は拒否権を有し、1か国でも反対すると成立しない（大国一致の原則と言う、ただし紛争の平和的解決及び地域的取極又は地域的機関による地方的紛争の平和的解決に基く決定については、紛争当事国は投票を棄権しなければならない）。これを国家主権の平等に反しているとして疑問視する声も多いが、5か国の一致により決議の実効性を保ち、かつ安保理常任理事国が世界の安全保障に関して重大な責任を負う為、このような制度が設けられている。しかし、現実には国益偏重の拒否権行使が横行している。
世界の安全保障にとって脅威となる存在・国家が現れた場合、理事会で対応が議論されてしかるべき対応がなされる事になっている。これは、拒否権との矛盾が生じないように安全保障に関して理事国間で見解が決裂することはあり得ないという前提に基づくものである。しかし、実際には冷戦当初から安保理常任理事国で特にアメリカとソ連の対立により、意思決定が成されない事態が多く発生した（詳しくは、国際連合の歴史を参照）。
このため1950年に「平和のための結集決議」が採択されて、安全保障理事会が決定を下すことができない場合は緊急特別総会を開いて問題解決を行うことができるようになり、安全保障に関する一定の権限が総会にも付与された。

## 議長国
安保理議長国は構成国の英語名でアルファベット順・1か月単位で交代する持ち回り制となっている。
| 国                             | 月   |
| ------------------------------ | ---- |
| アルジェリア (Algeria)         | 1月  |
| 中国 (China)                   | 2月  |
| デンマーク · (Denmark)         | 3月  |
| フランス (France)              | 4月  |
| ギリシャ (Greece)              | 5月  |
| ガイアナ (Guyana)              | 6月  |
| パキスタン (Pakistan)          | 7月  |
| パナマ (Panama)                | 8月  |
| 大韓民国 · (Republic of Korea) | 9月  |
| ロシア (Russian Federation)    | 10月 |
| イギリス (United Kingdom)      | 11月 |
| アメリカ合衆国 (United States) | 12月 |

## 補助機関
安全保障理事会の補助機関として以下のようなものがある。
- 軍事参謀委員会
- 平和構築委員会

ほか